# Norberto Quiroga
Norberto Quiroga (San Carlos de Bariloche, 25 settembre 1959) è un ex sciatore alpino argentino.

## Biografia
Quiroga ai XIII Giochi olimpici invernali di Lake Placid 1980, sua unica presenza olimpica, si classificò 31º nella discesa libera, 37º nello slalom gigante, 27º nello slalom speciale e 7º nella combinata valida soltanto ai fini dei Mondiali 1980; non ottenne piazzamenti in Coppa del Mondo.